# Жіноча збірна Шрі-Ланки з футболу
Жіно́ча збі́рна Шрі-Ланки з футбо́лу — національна збірна команда Шрі-Ланки з жіночого футболу, якою керує Федерація футболу Шрі-Ланки.
Команда брала участь у всіх розіграшах жіночого Чемпіонату Південної Азії, де в 2012 та 2014 роках дійшла до 1/2 фіналу.

## Історія
У 2010 році жіноча збірна Шрі-Ланки провела свій перший в історії матч, в якому з рахунком 1:8 поступилася Індії. Жіноча національна збірна Шрі-Ланки жодного разу не грала на чемпіонаті світу чи кубку Азії, а також не пройшла кваліфікацію 2014 року. Натомість збірна регулярно виступає на Чемпіонаті Південної Азії та Південноазійських іграх. Через відсутність досвіду ланкійки не змогли досягти високих результатів на регіональному рівні. Проте в 2012 та 2014 роках вони кваліфікувалися до Чемпіонату Південної Азії.
На континентальному рівні Шрі-Ланка дебютувала в програному (0:16) кваліфікаційному олімпійському турнірі проти М'янми. В наступному поєдинку поступилися Індії. У 2016 році виступали на Південноазійських іграх, проте програли у всіх трьох матчах цього турніру. Шрі-Ланка брала  участь у 4-у жіночому Чемпіонаті Південної Азії 2016, проте вийти до фінальної частини турніру не змогли, оскільки у вирішальному поєдинку зазнали розгромної поразки від Мальдів.

## Тренерський штаб
| Місце                      | Ім'я               |
| -------------------------- | ------------------ |
| Головний тренер            | Ратнам Жасмін      |
| Помічник головного тренера | Діпані Самарасінге |
| Тренер воротарів           | Джуді Карунаратхна |
| Менеджер                   | Гаміні Мадуравала  |
| Фізіотерапевт              | Саум'я Пріядаршані |

## Склад
- Гравчині, які брали участь у жіночому Чемпіонаті Південної Азії 2016.[3]

| № | Поз. | Нац.      | Гравець        |
| - | ---- | --------- | -------------- |
|   | ВР   | Шрі-Ланка | Х. Кумарі      |
|   | ВР   | Шрі-Ланка | А. Вієратхна   |
|   | ВР   | Шрі-Ланка | С. Субасінге   |
|   | ЗХ   | Шрі-Ланка | С.С. Френсіс   |
|   | ЗХ   | Шрі-Ланка | І.М. Вітханаж  |
|   | ЗХ   | Шрі-Ланка | Р. Гунавардана |
|   | ЗХ   | Шрі-Ланка | Х. Жаясінгхе   |
|   | ПЗ   | Шрі-Ланка | Т.К. Ангела    |
|   | ПЗ   | Шрі-Ланка | А.С. Сараккалі |
|   | ПЗ   | Шрі-Ланка | Правіна Перера |

| № | Поз. | Нац.      | Гравець            |
| - | ---- | --------- | ------------------ |
|   | ПЗ   | Шрі-Ланка | Г. Мадушані        |
|   | НП   | Шрі-Ланка | Канаккахеваж Сілва |
|   | НП   | Шрі-Ланка | Чалані Еканаяке    |
|   | НП   | Шрі-Ланка | Т. Тхушані         |
|   | НП   | Шрі-Ланка | Д. Лілантхі        |
|   | НП   | Шрі-Ланка | І. Ліянаж          |
|   | НП   | Шрі-Ланка | К. Карунаратхна    |
|   |      | Шрі-Ланка | А. Кумарі          |
|   |      | Шрі-Ланка | М.К. Годавелаж     |
|   |      | Шрі-Ланка | Х. Даянанда        |

## Матчі проти усіх суперників
| Країна    | Матчі | Перемоги | Нічиї | Поразки | ЗМ | ПМ | РМ  | % нічиїх/перемог | Конфедерація |
| --------- | ----- | -------- | ----- | ------- | -- | -- | --- | ---------------- | ------------ |
| Бангладеш | 4     | 1        | 0     | 3       | 3  | 7  | -4  | 25.00            | АФК          |
| Бутан     | 4     | 3        | 1     | 0       | 10 | 1  | +9  | 100.00           | АФК          |
| Індія     | 6     | 0        | 0     | 6       | 1  | 34 | -33 | 00.00            | АФК          |
| Мальдіви  | 4     | 2        | 0     | 2       | 8  | 7  | +1  | 50.00            | АФК          |
| М'янма    | 1     | 0        | 0     | 1       | 0  | 16 | -16 | 00.00            | АФК          |
| Непал     | 5     | 0        | 0     | 5       | 0  | 19 | -19 | 00.00            | АФК          |
| Пакистан  | 2     | 1        | 0     | 1       | 2  | 4  | -2  | 50.00            | АФК          |
| Сінгапур  | 1     | 1        | 0     | 0       | 1  | 0  | +1  | 100.00           | АФК          |

- Рстаннє оновлення 30 грудня 2016.[4]

## Статистика виступів

### Чемпіонати світу
| Фін. ч. ЧС    | Фін. ч. ЧС       | Фін. ч. ЧС       | Фін. ч. ЧС       | Фін. ч. ЧС       | Фін. ч. ЧС       | Фін. ч. ЧС       | Фін. ч. ЧС       | Фін. ч. ЧС       |                 | Кв. ЧС          | Кв. ЧС          | Кв. ЧС          | Кв. ЧС          | Кв. ЧС          | Кв. ЧС |
| Господарі/Рік | Результат        | Місце            | Іг               | В                | Н                | П                | ЗМ               | ПМ               | РМ              | В               | Н*              | П               | ЗМ              | ПМ              |        |
| ------------- | ---------------- | ---------------- | ---------------- | ---------------- | ---------------- | ---------------- | ---------------- | ---------------- | --------------- | --------------- | --------------- | --------------- | --------------- | --------------- | ------ |
| 1991 — 2015   | не барала участь | не барала участь | не барала участь | не барала участь | не барала участь | не барала участь | не барала участь | не барала участь | не брала участь | не брала участь | не брала участь | не брала участь | не брала участь | не брала участь |        |
| 2019          | не брала участь  | не брала участь  | не брала участь  | не брала участь  | не брала участь  | не брала участь  | не брала участь  | не брала участь  | не брала участь | не брала участь | не брала участь | не брала участь | не брала участь | не брала участь |        |
| Загалом       | 0/7              | —                | —                | —                | —                | —                | —                | —                | —               | —               | —               | —               | —               | —               |        |

### Кубок Азії
| Фін. ч. кубка Азії | Фін. ч. кубка Азії | Фін. ч. кубка Азії | Фін. ч. кубка Азії | Фін. ч. кубка Азії | Фін. ч. кубка Азії | Фін. ч. кубка Азії | Фін. ч. кубка Азії | Фін. ч. кубка Азії |                 | Кв. Кубка Азії  | Кв. Кубка Азії  | Кв. Кубка Азії  | Кв. Кубка Азії  | Кв. Кубка Азії  | Кв. Кубка Азії |
| Господарі/Рік      | Результат          | Місце              | Іг                 | В                  | Н                  | П                  | ЗМ                 | ПМ                 | РМ              | В               | Н*              | П               | ЗМ              | ПМ              |                |
| ------------------ | ------------------ | ------------------ | ------------------ | ------------------ | ------------------ | ------------------ | ------------------ | ------------------ | --------------- | --------------- | --------------- | --------------- | --------------- | --------------- | -------------- |
| 1975 — 2014        | не брала участь    | не брала участь    | не брала участь    | не брала участь    | не брала участь    | не брала участь    | не брала участь    | не брала участь    | не брала участь | не брала участь | не брала участь | не брала участь | не брала участь | не брала участь |                |
| 2018               | не брала участь    | не брала участь    | не брала участь    | не брала участь    | не брала участь    | не брала участь    | не брала участь    | не брала участь    | не брала участь | не брала участь | не брала участь | не брала участь | не брала участь | не брала участь |                |
| Загалом            | 0/18               | —                  | —                  | —                  | —                  | —                  | —                  | —                  | —               | —               | —               | —               | —               | —               |                |

### Чемпіонат Південної Азії
| Рік та господар | Результат     | Міс. | Іг | В | Н | П | ЗМ | ПМ |
| --------------- | ------------- | ---- | -- | - | - | - | -- | -- |
| 2010            | Груповий етап | 6/8  | 3  | 0 | 1 | 2 | 1  | 10 |
| 2012            | 1/2 фіналу    | 3/8  | 4  | 2 | 0 | 2 | 6  | 9  |
| 2014            | 1/2 фіналу    | 4/8  | 4  | 2 | 0 | 2 | 5  | 9  |
| 2016            | Груповий етап | 5/7  | 3  | 1 | 0 | 2 | 4  | 6  |